# Bäckebol Center
Bäckebol Center är ett handelsområde som ligger en bit utanför Göteborgs centrum på Hisingen. Området ägs av Trophi Fastighets AB. Här finns 20 butiker på 95 000 m².
Ursprunglig ägare var KF Fastigheter.
Under 2008 öppnade Media Markt (senare Power) sitt andra varuhus i Göteborg i Coop Byggs gamla lokaler. År 2010 lämnade Mio området, men kom tillbaka 2013. KF Fastigheter sålde Bäckebol Home center till Starwood Capital Group i november 2013. Sedan september år 2016 är Trophi Fastighets AB ägare av Bäckebol Homecenter efter att ha köpt upp det ifrån Starwood Capital Group.